# Новосильцев, Владимир Дмитриевич
Владимир Дмитриевич Новосильцев (Новосильцов) (1800 — 14 (26) сентября 1825) — участник исторической дуэли с поручиком Константином Черновым. Флигель-адъютант императора Александра I, адъютант главнокомандующего 1-й армией графа Ф. В. Сакена.

## Биография
Родился в 1800 году в семье бригадира Дмитрия Александровича Новосильцева (1758—1835) и его жены Екатерины Владимировны (1770—1849), урождённой графини Орловой. Его сестра Анна Васильцовская была женой писателя М. Н. Загоскина.
Воспитывался в иезуитском пансионе аббата Николя в Петербурге. Блестяще проявлял себя в учёбе, окончил школьный курс одним из первых учеников. Имел склонность к музыке, хорошо играл на кларнете; был хорошим танцором и фехтовальщиком на рапирах.
Впоследствии в чине корнета служил в лейб-гвардейском Гусарском полку 1-й армии под командованием Ф. В. Сакена. 1 августа 1818 года Новосильцев был назначен состоящим в должности адъютанта Ф. В. Сакена. В 1822 году 7 февраля был произведён в поручики, а 5 июня пожалован званием флигель-адъютанта, став самым молодым в Свите императора Александра I.
Был женихом воспитанницы Смольного института благородных девиц Екатерины Черновой, дочери генерал-майора Пахома Кондратьевича Чернова, однако под давлением матери, бывшей категорически против свадьбы по причине незнатности семьи Черновых, был вынужден фактически отказаться от планов бракосочетания с ней, неоднократно перенося дату свадьбы под различными предлогами. Был вызван на дуэль братом Екатерины Константином Черновым и смертельно ранен в область печени 10 сентября 1825 года в Петербурге. Умер 14 сентября от полученного ранения.
Похоронен в подклете собора Новоспасского монастыря под Москвой. Его надгробие — шедевр позднего классицизма, выполнено по проекту В. И. Демут-Малиновского. Нина Грибоедова заказала его копию для могилы своего мужа в Тифлисе.

## Память

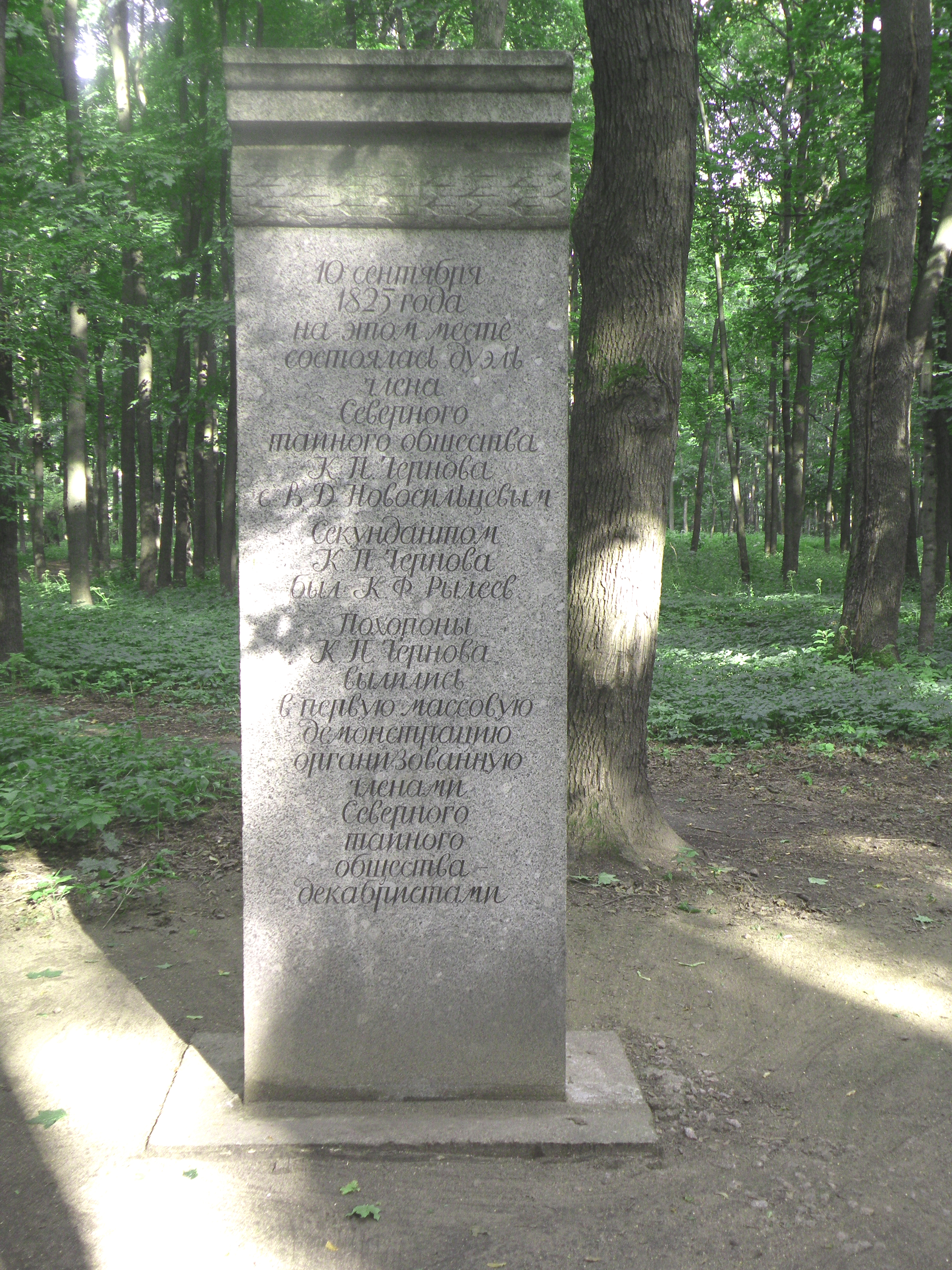
Памятный знак на месте дуэли

- Екатерина Новосильцева в память о единственном сыне, в смерти которого она винила себя, основала «Орлово-Новосильцевское благотворительное заведение»[6].
- В 1870-х годах прилегающая к месту дуэли Граничная улица в Санкт-Петербурге была переименована в Новосильцевскую; сохраняла это название до 1952 года, когда была переименована в Новороссийскую.
- В 1988 году на месте дуэли был установлен памятный знак, состоящий из  гранитной стелы высотой 2,5 м работы архитектора Владимира Васильковского и двух стилизованных круглых каменных мельничных жерновов, обозначающих барьерные места дуэлянтов[7].
- В 1999 году бывший участок Новороссийской улицы, исключённый из неё после соединения этой улицы с Ланским проспектом, был назван Новосильцевским переулком.

## Комментарии
1. ↑  Чернов был также смертельно ранен и его похороны превратились в общественную демонстрацию, в которой приняли участие многие члены Северного общества декабристов. По свидетельствам Михаила и Александра Бестужевых, Чернов принадлежал к этому тайному обществу. Новосильцев же никакого отношения к движению декабристов не имел.